# 犹格索托斯的庭院
《犹格索托斯的庭院》是骨钉工作室開發的一款經營模擬遊戲，2023年10月20日在Steam發售。遊戲講述主人公繼承養父別墅後，將別墅改建成旅館經營，期間接觸到各種奇幻種族。

## 遊戲內容
《犹格索托斯的庭院》採用經營模擬遊戲的玩法，故事發生在一個奇幻世界，一般大眾並不知道奇幻種族的事情。玩家扮演的主人公繼承了養父的別墅，養父過去結交很多奇幻種族，每年在別墅中組織嘉年華邀請奇幻種族的貴賓聚會。部分奇幻種族覬覦養父的遺產，派人阻撓主人公繼承遺產，主人公在貓山王的幫助下逃出生天，獲得了部分神秘力量，不過每天晚上回變成貓的形態。主人公成功繼承遺產後，肩負其每年組織嘉年華的任務，加上身負學貸，主人公決定將別墅改建成旅館，招待各種奇幻種族。玩家在別墅中開闢房間，出租給旅客盈利，還能通過升級房間，增加單個旅客的每晚旅費。玩家能週期性獲得克蘇魯神話神祇的祝福，獲得營收增加，訪客增加等增益效果，增益效果每過一段時間會重置。
主人公一開始的員工只有養父留下來的人造人小葉子，後來還招募了紅龍耶芙娜、斬靈師霞露零、死神特莉波卡擔任員工。新員工上任後會開啟新的玩法，耶芙娜加入會開啟鍊金術玩法，玩家可以收集材料煉制各種物品；霞露零加入會開啟餐廳經營玩法，特莉波卡加入後，玩家可以每日使用屠殺收割旅館住客的靈魂。遊戲中的員工能進行互動，增加好感度，好感度高時能開啟角色相關的事件。主人公有一個克蘇魯遊戲常見的SAN值（理智值）設計，數值為零時遊戲結束。玩家在遊戲中的行為會影響SAN值的增減，SAN值也會影響經營的收益。

## 開發及發行
《犹格索托斯的庭院》是骨钉工作室繼《苍白花树繁茂之时》後開發的第二款遊戲，作品延續前作的克蘇魯神話題材。早期工作室僅有笛子、角度计和加白三人，其中笛子擔任監督，角度计擔任企劃，加白負責美術和程序，後期擴大到八人，加白不再負責程序，和新成員石头哥負責美術，還有幾位義工在週末或晚上協助遊戲開發。笛子曾在大型遊戲公司任職，負責本地化業務，由於缺乏成就感，所以成為獨立遊戲開發者。《犹格索托斯的庭院》的原型是早期三位成員創作的試驗性作品，融合了三人的喜好內容，遊戲主題是「一个少年的探险之旅」。
美術方面，加白在《苍白花树繁茂之时》中已經擔任主美，隨著工作室成員增加，加白得以專注美術創作。加白在設計角色方面較為自由，角色美術風格和元素是在成員間討論中慢慢形成共識。遊戲內的經營場景，工作室在考慮了不同長寬比和視角的呈現效果後，房間選擇了六邊形的蜂房排列設計，除了一些特殊主題的房間，各類房間還設計了不同階段的美術效果。劇情方面，雖然遊戲的故事背景有黑暗的內容，但是主角群所在的小世界很安全，玩家在小世界中也有一定的自由選擇空間，能走向多個結局。玩法方面，遊戲由不同人負責設計視覺小說和經營模擬兩套玩法，工作室並沒有刻意控制兩者比重，而是由雙方負責人自由發揮，負責人也通過交流探索如何串聯兩種玩法。經營模擬玩法一開始打算採用回合制，為了讓遊戲後期由更高自由度，又引入行動點設計。
2022年11月30日，遊戲在Steam開設頁面。2023年2月6日，骨钉工作室發佈遊戲試玩版。同年8月22日，骨钉工作室在众筹網站摩點發佈專案众筹，開啟3分鐘後已經達成預定目標兩萬人民幣，到众筹結束，共有7000人參與，合計籌集到40萬人民幣。10月10日Steam新品節上，骨钉工作室正式確認遊戲在10月20日上線。2024年3月22日，骨钉工作室在摩點展開週邊商品众筹，合計籌集到超過370萬人民幣。

## 評價
遊戲在Steam發售後一周獲得極度好評，GamesRadar+編輯稱讚遊戲揉合了不同主題，「既可愛又驚悚」，評論員松尾紅紫也在《Fami通》上推薦該作。
觸樂、游戏手帐和遊俠網都給與遊戲美術正面的評價，觸樂編輯熊冬东稱讚遊戲中的角色設計符合「玩家们对『娘化』克苏鲁风格的想象」，女主角都有鮮明的萌點。游戏手帐評論員認為遊戲美術沖淡了遊戲中克蘇魯題材帶來恐怖感，角色和經營的旅社環境「都透着可爱和精致」。玩法方面，遊俠網編輯刹那·F·赛耶表示根據克蘇魯設計的SAN值系统和神谕系统「增添了更多策略性和挑战性」，他還稱讚遊戲平衡性設計。同時他批評餐廳經營部分的體驗不佳，前期操作過於繁瑣。遊戲視覺小說的玩法，讓遊戲後期不至於過於沉悶，不過和經營模擬的體驗「有些脱节」。本地化方面，引述Steam部分玩家的批評，遊戲英文翻譯能看懂，但是有點「尷尬」。

## 外部連結
- 骨钉工作室的新浪微博
- 《犹格索托斯的庭院》在視覺小說數據庫的頁面 （英文）